# Lisa Pulitzer
Lisa Beth Pulitzer (* 1964) ist eine US-amerikanische Journalistin und Buchautorin.

## Werdegang
Lisa Pulitzer war Korrespondentin für die New York Times. 1994 erschien ihr erstes Buch über den Serienmörder Joel Rifkin.
Ihr Buch Beyond Belief: My Secret Life Inside Scientology and My Harrowing Escape, das sie gemeinsam mit Jenna Miscavige Hill schrieb, erschien im April 2013 auch in deutscher Sprache.

## Werke
- 1994: Crossing the Line: Joel Rifkin.
- 1996: Crime on Deadline.
- 1999: A Woman Scorned: The Shocking Real-Life Case of Billionairess Killer Susan Cummings.
- 2001: Fatal Romance.
- 2003: Murder in Paradise.
- 2008: Stolen Innocence.
- 2011: Portrait of a Monster: Joran van der Sloot, a Murder in Peru, and the Natalee Holloway Mystery.
- 2012: Mafiatochter – Aufgewachsen unter Gangstern (Mein Leben mit Vater Sammy "The Bull" Gravano). mit Karen Gravano, Hannibal Verlag, ISBN 978-3-85445-387-1 (Originalausgabe: Mob Daughter)
- 2013: mit Jenna Miscavige Hill: Mein geheimes Leben bei Scientology und meine dramatische Flucht. btb Verlag, München 2013, ISBN 978-3-442-75410-6.